# Jeffry Puriel
Jeffry Germain Puriel (Amsterdam, 16 november 2002) is een Nederlands voetballer die als aanvaller voor Almere City FC en het Bonairiaans voetbalelftal speelt.

## Carrière
Puriel speelde in de jeugd van Almere City FC. In 2019 speelde hij één wedstrijd voor Jong Almere City in de Derde divisie Zaterdag, in de met 0-3 verloren thuiswedstrijd tegen Harkemase Boys. Na het seizoen 2019/20 werd het Jong-elftal van Almere uit de voetbalpiramide gehaald vanwege het begin van de nieuwe Onder 21-competitie. Puriel debuteerde in het eerste elftal van Almere op 15 november 2020, in de met 7-2 verloren uitwedstrijd tegen SC Cambuur. Op 4 februari 2022 maakte hij zijn eerste doelpunt voor de club, tegen FC Dordrecht (2-2). Hij scoorde op aangeven van Tijmen Wildeboer.
Puriel speelde veel in het seizoen 2021/22, maar kwam daarna steeds minder in actie. Hij maakte op 13 augustus 2023 zijn debuut in de Eredivisie tegen FC Twente, in de eerste wedstrijd van Almere City in die competitie ooit.

### Statistieken
| Seizoen                        | Club           | Land           | Competitie     | Competitie | Competitie | Beker | Beker | Totaal | Totaal |
| Seizoen                        | Club           | Land           | Competitie     | Wed.       | Dlp.       | Wed.  | Dlp.  | Wed.   | Dlp.   |
| ------------------------------ | -------------- | -------------- | -------------- | ---------- | ---------- | ----- | ----- | ------ | ------ |
| 2020/21                        | Almere City FC | Nederland      | Eerste divisie | 2          | 0          | 0     | 0     | 2      | 0      |
| 2021/22                        | Almere City FC | Nederland      | Eerste divisie | 30         | 4          | 1     | 0     | 31     | 4      |
| 2022/23                        | Almere City FC | Nederland      | Eerste divisie | 1          | 0          | 0     | 0     | 1      | 0      |
| 2023/24                        | Almere City FC | Nederland      | Eredivisie     | 1          | 0          | 1     | 0     | 2      | 0      |
| 2024/25                        | Almere City FC | Nederland      | Eredivisie     | 1          | 0          | 0     | 0     | 1      | 0      |
| Carrièretotaal                 | Carrièretotaal | Carrièretotaal | Carrièretotaal | 35         | 0          | 2     | 0     | 37     | 4      |
| Bijgewerkt op 25 februari 2025 |                |                |                |            |            |       |       |        |        |

## Interlandcarrière
Op 2 september 2024 werd Puriel geselecteerd voor het Bonairiaans voetbalelftal. Op 6 september maakte hij zijn debuut, tegen Saint Vincent en de Grenadines in de CONCACAF Nations League.
| Interlands van Jeffry Puriel voor Bonaire | Interlands van Jeffry Puriel voor Bonaire | Interlands van Jeffry Puriel voor Bonaire | Interlands van Jeffry Puriel voor Bonaire | Interlands van Jeffry Puriel voor Bonaire | Interlands van Jeffry Puriel voor Bonaire |
| №                                         | Datum                                     | Wedstrijd                                 | Uitslag                                   | Competitie                                | Goals                                     |
| ----------------------------------------- | ----------------------------------------- | ----------------------------------------- | ----------------------------------------- | ----------------------------------------- | ----------------------------------------- |
| 1                                         | 6 september 2024                          | Bonaire – Saint Vincent en de Grenadines  | 1 – 1                                     | Nations League 2024/25                    | 0                                         |
| 2                                         | 9 september 2024                          | El Salvador – Bonaire                     | 2 – 1                                     | Nations League 2024/25                    | 0                                         |

Bijgewerkt tot 25 februari 2025.